# Thom Åhlund
Thom Åhlund, född 17 februari 1953, är en svensk fotbollstränare, före detta spelare. Thom Åhlund spelade under sin elitkarriär som mittback i Hammarby IF där han i slutet av säsongen 2009 också tillfälligt fungerade som huvudtränare efter att Tony Gustavsson fått sparken. Åhlund hade redan tidigare under flera år arbetat i Hammarby som assisterande tränare till både Anders Linderoth och Tony Gustavsson. Utöver Hammarby har Åhlund tränat bland annat Umeå FC, Syrianska FC och Akropolis IF. Sedan december 2011 är Thom Åhlund nu huvudtränare i nyskapade div 2-laget Nacka FF.